# Antoine de Luxembourg
Antoine Ier de Luxembourg, mort en 1519, est comte de Brienne, de Ligny (-en-Barrois) et de Roussy, baron de Rameru et de Piney, vicomte de Machault (cf. Enghien). Il est d'abord lieutenant général en Bourgogne et, après avoir été prisonnier en France, il devient serviteur du roi de France.

## Famille
Il est le fils cadet de Louis de Luxembourg (1418 - † 1475) et de Jeanne de Bar (1415 - † 1462).

### Mariage
Il épousa en 1472 Antoinette de Bauffremont, comtesse de Charny et Montfort, fille héritière de Pierre de Bauffremont :
- Antoinette donna naissance à Philiberte de Luxembourg, comtesse de Charny ( - † 1539)[b 1], qui se marie avec Jean IV de Chalon-Arlay (1443-1502) prince d'Orange : parents de Philibert (1502-1530) et Claude de Chalon, et grands-parents de René de Chalon-Nassau (1519-1544).

En deuxièmes noces, il se maria avec Françoise de Croÿ-Chimay, fille du comte Philippe Ier de Croÿ-Chimay, :
- Charles Ier (1488-1530) comte de Brienne, Ligny et Roussy, épouse en 1510 Charlotte d'Estouteville, fille de Jacques d'Estouteville, † 1509, sire de Beynes et Blainville, baron d'Ivry-la-Chaussée, prévôt de Paris, et de Gillette de Coëtivy, petite-fille de Charles VII et dernière femme d'Antoine de Luxembourg, voir ci-dessous) :
  - Antoine II († 1557) épouse Marguerite de Savoie, fille de René  :
    - Jean IV (1537-† 1576) comte de Brienne, Ligny, Roussy, épouse Guillemette de La Marck fille de Robert IV duc de Bouillon et comte de Braine, d'où la suite des comtes de Brienne et de Ligny des Maisons de Luxembourg puis de Béon et de Loménie, 
      - par son fils Charles II (1562-1608 ; sans postérité de sa femme Anne-Marie de Nogaret de Lavalette, épousée en 1583),
      - et par sa fille Louise de Brienne (1567-1647 ; x 1° Georges d'Amboise d'Aubijoux, et 2° Bernard de Béon du Massès (vers 1548/1554-1607) : parents de Louise de Béon (1585-1665), femme en 1623 de Henri-Auguste de Loménie (d'où les Loménie de Brienne), et de Charles de Béon-Luxembourg, marquis de Boutteville (d'où les Béon-Luxembourg) ; Ligny et Roussy passent en 1608 à l'oncle de Louise et Charles de Luxembourg-Brienne, François de Piney, ci-après) ;

    - François (1542-1613), premier duc de Piney-Luxembourg et prince de Tingry, mari de Diane de Lorraine, fille de Claude II d'Aumale et de Louise de Brézé (fille de Diane de Poitiers et arrière-petite-fille de Charles VII) : d'où Henri 2e duc de Piney-Luxembourg, souche — en succession féminine — de la Maison de Montmorency-Bouteville-Luxembourg ;
    - Madeleine épouse Christophe de Jouvenel des Ursins marquis de Traînel ;

  - Louis de Luxembourg († 1571), comte de Roussy, troisième mari d'Antoinette de Chaumont d'Amboise (1495-1552) dame de Chaumont, Lignières, Ravel, Meillant et Charenton etc., fille de Guy de Chaumont et nièce de Charles II d'Amboise ;
  - Jean de Luxembourg (vers 1515-1547/1548), évêque de Pamiers en 1539-1548, abbé d'Ivry et de Larrivour, poète[3] ;
  - Gillette/Guillemette, x 1532 François de Vienne sire d'Antigny, Commarin, Ruffey et Chevreaux ;
  - Françoise de Luxembourg (1520-1566) dame de Roussy, épouse 1° Bernard III ou IV margrave de Bade-Bade, puis 2° Adolphe IV de Nassau-Idstein, fils de Philippe, d'où postérité des deux mariages ;
  - Antoinette abbesse de N-D d'Yerres ; et Marie abbesse de N-D de Troyes.

S'installant en France, il épousa encore Gillette de Coëtivy ( - † 1510), veuve en 1509 de Jacques d'Estouteville ci-dessus, fille d'Olivier de Coëtivy (1418 - † 1480), comte de Taillebourg et sénéchal de Guyenne et de Marie de Valois, fille illégitime du roi Charles VII et d'Agnès Sorel.
Il eut des enfants naturels :
- Antoine († 1538 ; fils de Péronne de Machefert) épouse Isabelle de Marolles, d'où les sires de Luxémont et La Chapelle-en-Brie ; Isabeau épouse en 1489 Pierre Morlet de La Chaussée vicomte d'Eu, d'où la suite des La Chaussée d'Eu ; Olivier ; Claude ; Marie épouse en 1495 Jacques bâtard de Chalon (fils de Jean IV prince d'Orange ci-dessus);

## Biographie

La France en 1477.

### Lieutenant général en Bourgogne
Sous les ordres de son père, il fit en 1465 la campagne de la ligue du Bien public contre le roi de France Louis XI.
Lors du mariage de Charles le Téméraire et de Marguerite d'York en juillet 1468, il combattit au tournoi donné à Bruges.
En 1472, il fut nommé lieutenant général en Bourgogne par le duc. Pendant cet été de 1472, il ravagea les pays frontières entre la Champagne et la Bourgogne, notamment le territoire du comté de Tonnerre.

Le 20 juin 1475, il se fit prendre lors de la bataille de Guipy près de Château-Chinon, et fut enfermé dans la tour de Bourges, ensuite amené vers le roi Louis XI, au château du Plessis-du-Parc-lèz-Tours. Louis XI exigea lourdement de lui une rançon de 40 000 écus,. Le 13 septembre 1475, il fut désigné comme l'un des conservateurs de la trêve de Soleuvres. 

« Messrs, vous estes tous maistre Jehan, et vous vault mieulx estre a Franchise que a Guysnes en hostaige de Monsr de Roussy. ......... Escript aux Forges, le Xe jour de novembre [1480]. LOYS. DE DOYAT. A noz amez et feaulx conseillers et chambellans les sires de Baudricourt, du Bouchaige et Soliers (ambassadeurs du roi). »

### Fin du connétable Louis de Luxembourg
En raison des situations géographique et politique, Louis de Luxembourg-Saint-Pol, père d'Antoine, jouait un double jeu entre deux princes puissants depuis 1465 en dépit de sa qualité de connétable de France. En mai 1474 déjà, les envoyés français et bourguignon conclurent que Louis de Luxembourg, ennemi criminel, devait être mis à mort. La paix de Picquigny, traité signé le 29 août 1475, était définitive. Car, le roi Édouard IV d'Angleterre envoya à Louis XI les lettres de Saint-Pol afin d'aggraver la guerre. Enfin, même le duc Charles le Téméraire décida de faire arrêter Louis de Luxembourg. Le 26 novembre 1475, Saint-Pol fut envoyé à Paris. Aussitôt que le parlement de Paris le condamna à mort le 19 décembre après trois semaines de procès, il avait la tête tranchée le même jour. En conséquence, le duc de Bourgogne reçut Saint-Quentin, Ham et Bohain au détriment de la famille de Luxembourg.[Quoi ?]

### Au service du roi de France
Il est nommé par Louis XII chambellan ordinaire et souvent chargé des négociations importantes. Le roi le rétablit dans ses biens par lettres datées de Blois du 29 mai 1504. 
En 1510, à la suite de la mort de Charles de Bourbon sans héritier mâle, le comté de Ligny est rendu à Antoine.